# Imperial (Texas)
Imperial es un lugar designado por el censo ubicado en el condado de Pecos, Texas. Estados Unidos. Según el censo de 2020, tiene una población de 294 habitantes.

## Geografía
Imperial se encuentra ubicado en las coordenadas 31°16′1″N 102°41′41″O / 31.26694, -102.69472. Según la Oficina del Censo de los Estados Unidos, Imperial tiene una superficie total de 10.93 km², de la cual 10.93 km² corresponden a tierra firme y (0%) 0 km² es agua.

## Demografía
Según el censo de 2020, hay 294 personas residiendo en Imperial. La densidad de población es de 26,89 hab./km². El 55.8% son blancos, el 1% son afroamericanos, el 2% son amerindios, el 0.7% son asiáticos, el 12.6% son de otras razas y el 27.9% son de dos o más razas. Del total de la población el 59.5% son hispanos o latinos de cualquier raza.